# Somaliastruts
Somaliastruts (Struthio molybdophanes) är en stor flygoförmögen fågel som tillhör ordningen strutsfåglar. Den förekommer i östra Afrika, i Etiopien, Somalia och Kenya. Tidigare har den behandlats som underart till struts men urskiljs numera som egen art.  Den tros minska relativt kraftigt i antal, så pass att den är upptagen på IUCN:s röda lista för utrotningshotade arter, där listad som sårbar.

## Utseende och läte
Somaliastrutsen är liksom strutsen en mycket stor, flygoförmögen fågel med kraftiga ben och lång, bar huvud och hals. Hanen kan bli mellan 210 och 275 cm lång och väga 100–156 kg. Honan är mindre, 175–190 cm i längd och 90–110 kg i vikt. Den lösa fjäderdräkten är hos hanen helsvart förutom vitt på stjärten och de små vingarna. Honan är mörkbrun. Den skiljer sig från strutsen genom blågrått på de bara partierna, ljust gråbruna ögon och svartare fjäderdräkt hos hanen. Honan är mer lik strutshonan, men har alltid blågrå ögon.
Lätet är ett kraftfullt lejonlikt vrål.

## Utbredning och systematik
Somaliastrutsen förekommer från norra Etiopien, Djibouti och Somalia söderut genom sydostligaste Sydsudan till sydöstra Kenya. Dess utbredningsområde överlappar med strutsens underart massaicus i nordöstra Kenya utan att arterna hybridiserar. Somaliastrutsen kategoriseras som en monotypisk art, det vill säga att den inte delas upp i några underarter.

## Levnadssätt
Somaliastrutsen hittas i olika typer av torra miljöer, som gräsmarker, törnbuskmarker och halvöken. Den påträffas ofta i smågrupper.

## Status
Internationella naturvårdsunionen IUCN listar somaliastrutsen som sårbar (VU), eftersom den tros minska relativt kraftigt i antal. Den hotas av jakt efter dess fjädrar och för föda, insamling av dess ägg och habitatförlust. Kunskapen om dess status, liksom beståndets storlek, är begränsad.